# Joe Spinell
Joe Spinell (nome artístico de Joseph Spagnuolo, 28 de outubro de 1936 - 13 de janeiro de 1989) foi um ator americano que apareceu em filmes nas décadas de 1970 e 1980, bem como em várias produções teatrais dentro e fora da Broadway.
Ele desempenhou papéis coadjuvantes em filmes como O Poderoso Chefão (1972) e O Poderoso Chefão Parte II (1974), Rocky (1976), Rocky II (1979), Taxi Driver (1976), Sorcerer (1977) e Cruising (1980).
Teve uma carreira variada, de papéis secundários a papéis principais. Spinell teve destaque em filmes de terror, dividindo a tela com a atriz Caroline Munro no filme de terror psicológico Maniac (1980), na comédia de terror The Last Horror Film (1982) e o filme de terror The Undertaker (1988), lançado postumamente.

## Vida pregressa
Joseph Spagnuolo nasceu em Manhattan, Nova York. Era o segundo mais novo dentre os seis filhos de Pellegrino Spagnuolo (1892–1950) e Filomena Spagnuolo (1903–1987), imigrantes italianos. Seu pai morreu de doença hepática e renal. Sua mãe era uma atriz que desempenhou pequenos papéis em vários filmes, alguns deles ao lado de seu filho.
Spinell nasceu no apartamento de sua família, na Segunda Avenida, em Kips Bay, Manhattan, uma área que na época abrigava dez mil ítalo-americanos. Poucos anos após a morte de seu pai, ele se mudou com sua mãe e irmãos mais velhos para Woodside, no Queens, onde viveu intermitentemente pelo resto de sua vida. Em meados e final da década de 1970, quando morava na Califórnia, morou em um apartamento no complexo Oakwood Apartments, perto do Lago Toluca, localizado na Barham Boulevard. Ele era conhecido por abusar intensamente de drogas e álcool de forma intermitente, ao longo de sua carreira, especialmente durante períodos de desemprego. Spinell nasceu com hemofilia e teve asma crônica durante a maior parte de sua vida.

## Carreira

### Início da década de 1970 a 1982: Ascensão à proeminência
Por causa de sua estrutura grande e atarracada e a aparência imponente, Spinell era frequentemente escalado para interpretar criminosos, bandidos ou policiais corruptos. Na adolescência e juventude, Spinell estrelou várias peças de teatro, tanto na Broadway quanto fora dela.
Em 1971, ele conseguiu seu primeiro papel no cinema, como o assassino mafioso Willi Cicci, trabalhando para a família criminosa Corleone, no filme policial O Poderoso Chefão, dirigido por Francis Ford Coppola. Foi o filme de maior bilheteria de 1972 e foi por um tempo o filme de maior bilheteria já feito. Ganhou o Oscars de Melhor Filme, Melhor Ator e Melhor Roteiro Adaptado, além de outras indicações. Coppola gostou tanto de Spinell que pediu que ele participasse de muito mais filmagens do que o necessário, pelo que recebeu o salário diário de ator, mesmo que não aparecesse nas cenas do dia.
Em 1973, atuou em Cops and Robbers, de Aram Avakian, e The Seven-Ups, de Philip D'Antoni.
Em 1974, Spinell reprisou seu papel como Willi Cicci em O Poderoso Chefão Parte II, onde ainda está trabalhando para a família criminosa Corleone, mas tendo sido promovido de "soldado" (também conhecido como "homem-chave") para guarda-costas pessoal de Frank Pentangeli (Michael V. Gazzo ). O filme foi indicado a onze Oscars e se tornou a primeira sequência a ganhar o prêmio de Melhor Filme. Foi o filme de maior bilheteria da Paramount Pictures em 1974 e o quinto filme de maior bilheteria na América do Norte naquele ano. Spinell deveria reprisar seu papel como Willi Cicci em O Poderoso Chefão Parte III (1990), mas morreu antes do início das filmagens.
Em 1975 atuou em Rancho Deluxe, de Frank Perry, Strike Force, de Barry Shear, Farewell, My Lovely, de Dick Richards,  e 92 in the Shade, Thomas McGuane.
Em 1976 atuou em Next Stop, Greenwich Village, de Paul Mazursky, Taxi Driver, de Martin Scorsese, e Stay Hungry, de Bob Rafelson. Naquele ano, Spinell interpretou o papel de Gazzo, um agiota em Rocky, de John G. Avildsen. O filme arrecadou US$ 225 milhões em bilheteria global, tornando-se o filme de maior bilheteria de 1976, ganhou três Oscars, incluindo Melhor Filme e transformou o ator principal Sylvester Stallone em uma grande estrela.
Em 1977 atuou em Sorcerer, uma adaptação de suspense de The Wages of Fear, dirigida por William Friedkin.
Em 1978, atuou em Nunzio, de Paul Williams, Big Wednesday, de John Milius, Paradise Alley, de Sylvester Stallone, e The One Man Jury. Ele também interpretou o principal antagonista na ópera espacial Starcrash, produzida na Itália por Luigi Cozzi, estrelando Caroline Munro e Marjoe Gortner.
Em 1979 atuou em Last Embrace, de Jonathan Demme, e Winter Kills, de William Richert . Spinell reprisou seu papel como Gazzo em Rocky II, desta vez dirigido por Sylvester Stallone. Rocky II ficou entre os três filmes de maior bilheteria de 1979, tanto no mercado norte-americano quanto no mundo todo. O filme arrecadou US$ 6.390.537 durante seu fim de semana de estreia, US$ 85.182.160 nas bilheterias dos EUA e US$ 200.182.160 no total.

### 1980 a 1982: protagonista de filmes de terror e filmes subsequentes
Embora conhecido principalmente como ator de personagem, Spinell co-escreveu, co-produziu e estrelou seu primeiro papel principal como um assassino em série no filme Maniac, de 1980, o filme de terror psicológico dirigido por William Lustig .
Também em 1980 atuou em The Little Dragons, de Curtis Hanson, Cruising, de William Friedkin, The Ninth Configuration , de William Peter Blatty, Nightside, de Bernard L. Kowalski, [ 1 ] Brubaker,  Rosenberg, The First Deadly Sin, de Brian G. Hutton, e Melvin and Howard, de Jonathan Demme .
Em 1981, Spinell teve um papel coadjuvante no filme de ação Nighthawks de Sylvester Stallone, e Forbidden Zone, de Richard Elfman.
Em 1982 atuou em National Lampoon's Movie Madness, Night Shift, Monsignor e One Down, Two to Go.
Naquele ano ele estrelou a comédia de terror de David Winters, The Last Horror Film, coestrelada por Caroline Munro. Foi exibido em festivais de cinema, recebeu indicações ao Saturn Awards e no Festival de Cinema de Sitges fez parte da seleção oficial, ganhando o prêmio de melhor fotografia.

### 1983 a 1989: Últimos papéis
Em 1983 ele interpretou um advogado corrupto no filmeVigilante, de William Lustig. Ele também atuou em Losin' It , de Curtis Hanson , Eureka, de Nicolas Roeg, e The Last Fight, de Fred Williamson.
Em 1985 ele interpretou o vilão principal no filme policial Walking the Edge, estrelado por Robert Forster.
Em 1986 atuou em The Whoopee Boys, de John Byrum, Hollywood Harry, de Robert Forster, e The Messenger, de Fred Williamson. Naquele ano, ele fez Maniac 2: Mr. Robbie, um curta -metragem promocional de terror dirigido por Buddy Giovinazzo e coescrito por Spinell e Joe Cirillo, que foi vagamente baseado em um longa-metragem de 1973 intitulado Olho por Olho (também conhecido como: O Psicopata ). O curta-metragem foi produzido por Joe Spinell com o objetivo de levantar financiamento para uma sequência do filme de terror de Spinell de 1980, Maniac. O curta foi incluído na edição de aniversário de 30 anos do Maniac.
Em 1987, Spinell atuou em The Pick-up Artist e Deadly Illusion.
Em 1988, Spinell interpretou um oficial militar corrupto na Operação Warzone de David A. Prior. Seu último papel principal foi concluído em 1988, em um filme de terror chamado The Undertaker. O filme nunca foi lançado ao público, existindo apenas de forma incompleta. Em 2010, The Undertaker foi lançado em DVD pela Code Red e restaurado pela Vinegar Syndrome em Blu-ray, em 2016. O filme é considerado um clássico cult, em parte devido ao envolvimento de Joe Spinell e sua longa e problemática produção.
Em 1989, Spinell interpretou um funcionário do governo dos EUA em Rapid Fire, dirigido por David A. Prior, que foi seu último papel.

## Vida pessoal
Spinell foi casado com a estrela de filmes adultos Jean Jennings (1957–2011), de fevereiro de 1977 a julho de 1979.. Eles tiveram uma filha, antes de se divorciarem.
Amigo próximo de Sylvester Stallone, Spinell foi padrinho de seu filho Sage Stallone. Spinell teve um desentendimento com Sylvester Stallone durante as filmagens de sua colaboração final em Nighthawks (1981).

## Morte
Spinell morreu em seu apartamento localizado na Greenpoint Avenue, em Sunnyside, Queens, Nova York, em 13 de janeiro de 1989, aos 52 anos. Em algum momento daquela manhã, ele se cortou gravemente na porta de vidro do box do chuveiro, depois de aparentemente escorregar na banheira enquanto tomava banho. Logo depois, ele adormeceu no sofá da sala em vez de pedir ajuda, e sua hemofilia o fez sangrar até a morte . Spinell foi enterrado no Cemitério Calvary, Queens, perto de sua casa.

## Filmografia

### Cinema
| Year | Title                               | Role                            | Notes                 |
| ---- | ----------------------------------- | ------------------------------- | --------------------- |
| 1972 | The Godfather                       | Willi Cicci                     | Uncredited            |
| 1973 | Cops and Robbers                    | Marty                           |                       |
| 1973 | The Seven-Ups                       | Toredano                        |                       |
| 1974 | The Godfather Part II               | Willi Cicci                     |                       |
| 1975 | Rancho Deluxe                       | Mr. Colson                      |                       |
| 1975 | Farewell, My Lovely                 | Nick                            |                       |
| 1975 | 92 in the Shade                     | Ollie Slatt                     |                       |
| 1976 | Next Stop, Greenwich Village        | Cop At El Station               |                       |
| 1976 | Taxi Driver                         | The Personnel Officer           |                       |
| 1976 | Stay Hungry                         | Jabo                            |                       |
| 1976 | Rocky                               | Tony Gazzo                      |                       |
| 1977 | Sorcerer                            | "Spider"                        |                       |
| 1978 | Nunzio                              | Angelo                          |                       |
| 1978 | Big Wednesday                       | Psychologist                    |                       |
| 1978 | Paradise Alley                      | "Burp"                          |                       |
| 1978 | The One Man Jury                    | Mika Abatino                    |                       |
| 1978 | Starcrash                           | Count Zarth Arn                 |                       |
| 1979 | Last Embrace                        | Man In Cantina                  |                       |
| 1979 | Winter Kills                        | Arthur Fletcher                 |                       |
| 1979 | Rocky II                            | Tony Gazzo                      |                       |
| 1979 | The Little Dragons                  | Yancey                          |                       |
| 1980 | Cruising                            | Patrolman DiSimone              |                       |
| 1980 | The Ninth Configuration             | Lieutenant Spinell              |                       |
| 1980 | Forbidden Zone                      | The Sailor, Squeezeit's Father  |                       |
| 1980 | Maniac                              | Frank Zito                      |                       |
| 1980 | Brubaker                            | Floyd Birdwell                  |                       |
| 1980 | Melvin and Howard                   | Go-Go Club Owner                | Uncredited            |
| 1980 | The First Deadly Sin                | Charles Lipsky                  |                       |
| 1981 | Nighthawks                          | Lieutenant Munafo               |                       |
| 1982 | National Lampoon Goes to the Movies | Talent Agent / Beauty Show M.C. | ("Success Wanters")   |
| 1982 | Night Shift                         | Manetti                         |                       |
| 1982 | The Last Horror Film                | Vinny Durand                    | also known as Fanatic |
| 1982 | Monsignor                           | Bride's Father                  |                       |
| 1982 | One Down, Two To Go                 | Joe Spangler                    |                       |
| 1983 | Vigilante                           | Eisenberg                       |                       |
| 1983 | Losin' It                           | U.S. Customs Officer            |                       |
| 1983 | Eureka                              | Pete                            |                       |
| 1983 | The Last Fight                      | Angelo, The Boss                |                       |
| 1985 | Walking the Edge                    | Brusstar                        |                       |
| 1986 | The Whoopee Boys                    | Guido Antonucci                 |                       |
| 1986 | Hollywood Harry                     | Max Caldwell                    |                       |
| 1986 | Maniac 2: Mr. Robbie                | Mr. Robbie                      | Short film            |
| 1986 | The Messenger                       | Rico                            |                       |
| 1987 | The Pick-up Artist                  | Eddie                           |                       |
| 1987 | Deadly Illusion                     | Hit Man                         |                       |
| 1988 | Operation Warzone                   | Delevane                        |                       |
| 1988 | Married to the Mob                  | Leonard "Tiptoes" Mazzilli      | (scenes deleted)      |
| 1988 | The Undertaker                      | Roscoe                          |                       |
| 1989 | Rapid Fire                          | Hanson                          | final role            |

### Televisão
| Year      | Title                                 | Role                                             | Notes                                                 |
| --------- | ------------------------------------- | ------------------------------------------------ | ----------------------------------------------------- |
| 1975      | Strike Force                          | Sol Terranova                                    |                                                       |
| 1977      | The Godfather Saga                    | Willi Cicci                                      | Archive footage from the previous two Godfather films |
| 1979      | Vampire                               | Captain Desher                                   |                                                       |
| 1980      | Nightside                             | Michael Vincent                                  |                                                       |
| 1983      | Trackdown: Finding the Goodbar Killer | Escobar                                          |                                                       |
| 1985      | Out of the Darkness                   | Jim Halsey                                       |                                                       |
| 1986      | The Equalizer                         | Mob Boss                                         | Episode #1.16 'Wash Up'                               |
| 1986      | The Children of Times Square          | Street Vendor                                    |                                                       |
| 1986      | Blood Ties                            | Joey                                             |                                                       |
| 1986-1987 | Night Heat                            | Tommy Angel / Carlucci / Joe "Uncle Joe" Latimer | 3 episodes                                            |